# Jacques Louis François Delaistre de Tilly
Jacques Louis François Delaistre de Tilly (Vernon, 2 febbraio 1749 – Parigi, 10 gennaio 1822) è stato un generale francese.

## Biografia
Iniziò la sua carriera entrando come volontario nel reggimento di Sassonia dal 1º marzo 1761, e partecipò alle campagne del 1761 e del 1762 in Germania, ottenendo poi il congedo il 20 giugno 1767. Il 12 agosto 1767 riprese servizio.
Il 1º febbraio 1781 venne nominato tenente nel reggimento di Aunis. Prese parte agli assedi di Mahon del 1782 e di Gibilterra del 1783. L'8 gennaio 1786 venne assegnato al reggimento di fanteria della Bretagna, divenendo primo tenente il 5 aprile 1787, e poi capitano dal 18 marzo 1788. Il 18 maggio 1790 ottenne la croce di cavaliere dell'Ordine di San Luigi.
Il 29 novembre 1792 divenne colonnello del 6º reggimento dragoni, venendo promosso al grado di generale di brigata il 21 aprile 1793. Il 2 dicembre 1793, venne promosso generale di divisione ed il giorno 23 di quello stesso mese guidò le sue truppe nella battaglia di Savenay.
Durante il periodo napoleonico, il 5 maggio 1801 venne nominato comandante in capo de l'Armée de l'Ouest per poi divenire comandante della divisione di cavalleria del VI corpo d'armata che guidò nella battaglia di Haslach-Jungingen l'11 ottobre 1805 e poi in quella di Elchingen il 14 ottobre successivo. Il 17 ottobre 1806, alla testa della divisione di cavalleria del I corpo d'armata, combatté la battaglia di Schleiz e quella di Halle, mentre il 6 novembre di quello stesso anno diresse la battaglia di Lubecca. Il 25 gennaio 1807 combatté nella battaglia di Mohrungen. A seguito di questi successi, Napoleone lo nominò cavaliere dell'Impero il 25 marzo 1809, promuovendolo al rango di barone dell'impero il 23 aprile 1812.
Il 21 giugno 1813 comandò la 2ª divisione di cavalleria de l'Armée du Sud nella battaglia di Vitoria. Napoleone lo nominò conte dell'impero con decreto imperiale del 21 gennaio 1814, titolo confermatogli poi anche da Luigi XVIII con la Restaurazione. Dopo la fine del periodo napoleonico, si ritirò a vita privata.
Il suo nome è inciso sull'Arco di Trionfo di Parigi.

## Stemma
|  |

|  |

|  |